# Alta California
Alta California ("Thượng California"), đôi khi được gọi không chính thức là Nueva California ("Tân California"), California Septentrional ("Bắc California"), California del Norte ("Bắc California") hay California Superior ("Thượng California"), bắt đầu vào năm 1804 với tư cách là một tỉnh của Tây Ban Nha mới. Cùng với bán đảo Baja California, trước đây nó bao gồm tỉnh Las Californiaias, nhưng được tách ra thành một tỉnh riêng vào năm 1804. Sau Chiến tranh Độc lập Mexico, nó trở thành lãnh thổ của Mexico vào tháng 4 năm 1822  và được đổi tên thành "Alta California" vào năm 1824. Lãnh thổ được tuyên bố bao gồm tất cả các tiểu bang hiện đại của California, Nevada và Utah, và một phần của Arizona, Wyoming, Colorado và New Mexico.
Cả Tây Ban Nha và Mexico đều không thuộc địa ở khu vực bên ngoài các khu vực ven biển phía nam và trung tâm của California ngày nay, và các khu vực nhỏ của Arizona ngày nay, vì vậy họ không kiểm soát được hiệu quả ở California ngày nay ở phía bắc khu vực Sonoma, hoặc phía đông của Dãy bờ biển California. Hầu hết các khu vực nội địa như Thung lũng Trung tâm và sa mạc California vẫn thuộc sở hữu thực tế của người dân bản địa cho đến sau này trong thời đại Mexico khi các khoản trợ cấp đất liền được thực hiện, và đặc biệt là sau năm 1841 khi những người nhập cư từ đất liền bắt đầu định cư vào đất liền khu vực.
Các khu vực rộng lớn ở phía đông Sierra Nevada và Coast Ranges được tuyên bố là một phần của Alta California, nhưng không bao giờ là thuộc địa. Ở phía đông nam, ngoài các sa mạc và sông Colorado, đặt các khu định cư Tây Ban Nha ở Arizona. 
Alta California đã không còn tồn tại như một bộ phận hành chính tách biệt với Baja California vào năm 1836, khi cải cách hiến pháp Siete Leyes ở Mexico tái lập Las Caluchiaias thành một bộ phận thống nhất, trao quyền tự chủ hơn. Các khu vực trước đây bao gồm Alta California đã được nhượng lại cho Hoa Kỳ trong Hiệp ước Guadalupe Hidalgo chấm dứt Chiến tranh Mỹ Mexico Mexico năm 1848. Hai năm sau, California gia nhập liên minh với tư cách là tiểu bang thứ 31. Các phần khác của Alta California đã trở thành tất cả hoặc một phần của các tiểu bang Hoa Kỳ sau đó là Arizona, Nevada, Utah, Colorado, và Wyoming.